# ...Only a Suggestion
Albums de Hermano
Dare I Say...
(2004)
...Only a Suggestion est le premier album du groupe de stoner rock américain Hermano. Il est sorti le 9 juillet 2002 sur le label new-yorkais Tee Pee Records.

## Historique
Le début de la conception de cet album remonte à 1998. Dandy Brown musicien, producteur et compositeur venait alors de monter son propre studio d'enregistrement à Cincinnati et ne pensait plus vraiment à être un musicien. Cependant il écrivit quelques chansons dans un style assez "hard rock" et décida de monter un nouveau projet musical. Il appela d'abord le guitariste David Angstrom qui officiait alors au sein de Supafuzz pour lui proposer de rejoindre le projet, puis pensa à John Garcia (ex Kyuss et en pleine création de son nouveau groupe Unida) pour assurer le chant. Manquait plus que le batteur, Brown pensa alors à son ami Steve Earle (ex- Afghan Whigs).
Alors qu'il pensait que le groupe était au complet, Brown rencontra le guitariste Mike Callahan lors d'un concert du groupe de ce dernier, Disengage. Impressionné, Brown demanda à Callahan de rejoindre le projet.Enfin au complet, le groupe enregistra quelques démos que Brown copia et envoya à quelques amis un peu partout aux États-Unis. Les retours furent très positifs, et le groupe reçu quelques offres de maison de disques, y compris des majors mais se décida à signer avec Man's Ruin Records.
Hermano entra donc en studio début 1999 à Cincinnati pour enregistrer l'album. L'enregistrement sera complété au début de l'an 2000 (Garcia étant alors aussi impliqué avec la sortie du premier album d'Unida). Malheureusement les problèmes contractuels de John Garcia et Unida avec le label American Recordings empêchèrent la sortie de l'album avant juillet 2002.

## Liste des titres
| No | Titre                                      | Auteur                                                  | Durée |
| -- | ------------------------------------------ | ------------------------------------------------------- | ----- |
| 1. | The Bottle                                 | Dandy Brown, John Garcia, David Angstrom, Mike Callahan | 4:42  |
| 2. | Alone Jeffe                                | Brown, Garcia, Angstrom, Callahan                       | 3:21  |
| 3. | Manager's Special                          | Brown, Garcia, Callahan                                 | 3:14  |
| 4. | Senor Moreno's Introduction (instrumental) | Brown                                                   | 1:16  |
| 5. | Senor Moreno's Plan                        | Brown, Garcia                                           | 4:03  |
| 6. | Landetta (Motherload)                      | Callahan, Garcia, Angstrom                              | 3:49  |
| 7. | 5 to 5                                     | Callahan, Garcia, Angstrom                              | 2:56  |
| 8. | Nick's Yea                                 | Brown, Garcia                                           | 4:36  |

## Musiciens
- John Garcia : chant
- Dandy Brown : basse, orgue, piano
- David Angstrom : guitare, lead guitare
- Mike Callahan : guitare
- Steve Earle : batterie